# Augusto López-Claros
Augusto López-Claros es un economista internacional y profesor universitario. Ha sido director del Grupo de Indicadores Globales del Banco Mundial y representante del FMI en Rusia durante la década de 1990. En 2018 fue galardonado con el premio de la Global Challenges Foundation como coautor de la propuesta "Global Governance and the Emergence of Global Institutions for the 21st Century". Desde 2020 dirige el think tank Global Governance Forum.

## Trayectoria
Augusto López-Claros nació en Bolivia. Se licenció en estadística matemática en la Universidad de Cambridge (Darwin College) en 1977. Posteriormente obtuvo el doctorado en economía por la Duke University en 1981. Entre 1982 y 1984 fue profesor de economía en la Universidad de Chile. 
En 1984 empezó a trabajar para el Fondo Monetario Internacional. En 1989 fue designado economista principal del FMI para España. De 1992 a 1996 fue designado representante residente del FMI en Rusia. Allí fue responsable de gestionar el programa de asistencia para la Federación Rusa durante la transición del país hacia una economía abierta. En 2003 entró como economista jefe al Foro Económico Mundial en Ginebra. Allí dirigía el Global Competitiveness Program y su informe de competitividad global. En el Foro publicó investigaciones sobre temas como inversión extranjera directa, empoderamiento de las mujeres, innovación, reducción de la pobreza, política fiscal o desafíos regulatorios en el sector bancario, entre otros. 
En 2011 fue nombrado director del Grupo de Indicadores Globales del Banco Mundial, cargo que desempeñaría hasta 2017. Durante estos años editó el informe Doing Business Report, que produce una serie de indicadores para evaluar la calidad del entorno empresarial en 190 países y se ha convertido en una herramienta clave para catalizar mejoras en el clima de inversión a nivel global. El Grupo de Indicadores Globales también produce el informe Women, Business and the Law, una base de datos que analiza cómo los gobiernos utilizan diversos instrumentos legales para discriminar a las mujeres, afectando su participación en la economía. Como parte de su trabajo, representó al Banco Mundial en numerosas conferencias internacionales.
En 2018 toma una excedencia para ejercer como profesor de economía en la Edmund Walsh School of Foreign Service, Universidad de Georgetown. En 2018 es galardonado con el premio New Shape que otorga la fundación sueca Global Challenges Foundation por su propuesta "Global Governance and the Emergence of Global Institutions for the 21st Century" en coautoría junto a Arthur L. Dahl y Maja Groff.
Ha escrito numerosas publicaciones a lo largo de su carrera, sobre macroeconomía, desigualdades, reducción de la pobreza, economía política, gobernanza o reforma de instituciones internacionales, entre otros. Sus publicaciones recientes incluyen: "Removing Impediments to Sustainable Economic Development: The Case of Corruption" (2015), "Equality for Women = Prosperity for All" (2018, St. Martin's Press) y "Global Governance and the Emergence of Global Institutions for the 21st Century" (2020, Cambridge University Press). Su libro "Global Governance and International Cooperation: Managing Global Catastrophic Risks in the 21st Century", coeditado con Richard Falk, acaba de ser publicado por Routledge (2024). López-Claros ha dado conferencias en algunas de las principales universidades, think tanks y organizaciones internacionales del mundo. En las universidades de Oxford, Stanford, Harvard, el Instituto Tecnológico de Massachusetts, la Escuela Normal Superior, la Escuela de Economía de Estocolmo, el Parlamento Europeo, la Comisión Europea en Bruselas, la OCDE en París o la OMC.
En 2020, en colaboración con otros académicos internacionales funda el Global Governance Forum, un think tank dirigido a realizar propuestas de resolución para los retos de alcance global. El septiembre de 2024, el Forum presenta en Nueva York "A Second UN Charter" una propuesta de Carta de Naciones Unidas reformada y adaptada a los retos y necesidades de la actualidad.

## Publicaciones destacadas
- Fiscal Challenges After the Global Financial Crisis: A Survey of Key Issues (Journal of International Commerce, Economics and Policy, May 2014)
- Removing Impediments to Sustainable Economic Development: The Case of Corruption (2015).
- Equality for Women = Prosperity for All (2018, St. Martin’s Press).
- Dahl, Groff, López Claros, 2020. Global Governance and the Emergence of Global Institutions for the 21 st Century (2020, Cambridge University Press).
- Falk, López-Claros (2024) Global Governance and International Cooperation: Managing Global Catastrophic Risks in the 21 st Century (Routledge).

## Distinciones
- En 2018 New Shape Prize de la Global Challenges Foundation.